# Dmitrij Bułatow
Dmitrij Aleksandrowicz Bułatow (ros. Дмитрий Александрович Булатов, ur. 7 listopada 1889 we wsi Jurjewo-Diewiczje w guberni twerskiej, zm. 28 października 1941 w Kujbyszewie) – radziecki działacz partyjny.

## Życiorys
Od 1912 w SDPRR(b), 4 lutego 1915 aresztowany, 2 czerwca 1915 skazany na zesłanie pod nadzór policji na 5 lat do guberni jenisejskiej, 19 marca 1917 amnestionowany po rewolucji lutowej. Od kwietnia 1917 członek tymczasowego komitetu wykonawczego rady gminnej, przewodniczący gminnej rady deputatów chłopskich, przewodniczący wiejskiego komitetu rolniczego i członek tymczasowego komitetu wykonawczego korczewskiej rady powiatowej w guberni twerskiej. Od grudnia 1917 przewodniczący komitetu wykonawczego korczewskiej rady powiatowej, od stycznia 1918 przewodniczący powiatowego komitetu SDPRR(b) w Korczewie, od grudnia 1918 zastępca przewodniczącego Komitetu Wykonawczego Twerskiej Rady Gubernialnej, od lutego do czerwca 1918 komisarz ds. zaopatrzenia guberni twerskiej.
Od 24 czerwca 1919 do 31 sierpnia 1920 przewodniczący Komitetu Wykonawczego Twerskiej Rady Gubernialnej, od 21 września 1920 do 1 marca 1921 przewodniczący Komitetu Wykonawczego Smoleńskiej Rady Gubernialnej, od stycznia do listopada 1921 sekretarz odpowiedzialny Smoleńskiego Gubernialnego Komitetu RKP(b), od 9 listopada 1921 do 8 czerwca 1922 ponownie przewodniczący Komitetu Wykonawczego Smoleńskiej Rady Gubernialnej. Od lipca 1922 do kwietnia 1924 słuchacz kursów marksizmu przy KC RKP(b), od maja 1924 do listopada 1926 sekretarz odpowiedzialny Wiackiego Gubernialnego Komitetu RKP(b)/WKP(b), od listopada 1926 do stycznia 1929 kierownik Wydziału Organizacyjnego Północnokaukaskiego Komitetu Krajowego WKP(b), od stycznia 1919 do stycznia 1930 sekretarz odpowiedzialny Kubańskiego Komitetu Okręgowego WKP(b).
Od 5 stycznia 1930 do lipca 1931 kierownik Wydziału Organizacyjno-Instruktorskiego KC WKP(b), od 13 lipca 1930 do 26 stycznia 1934 zastępca członka KC WKP(b), 1931-1934 szef Wydziału Kadr OGPU przy Radzie Komisarzy Ludowych ZSRR. Od 10 lutego 1934 członek Biura Komisji Kontroli Partyjnej przy KC WKP(b), od 10 marca 1934 do 9 marca 1935 kierownik Wydziału Kierowniczych Organów Partyjnych KC WKP(b), od grudnia 1934 do 20 marca 1935 I sekretarz Biura Organizacyjnego KC WKP(b) na obwód omski, od 24 marca 1935 do 7 października 1937 I sekretarz Komitetu Obwodowego WKP(b) w Omsku. Kierował zesłaniem do tajgi 200 "kułaków" i członków ich rodzin.
W październiku 1937 wykluczony z partii, 29 stycznia 1938 aresztowany, 17 października 1941 skazany na śmierć "za to, że okazał się jednym z przywódców antyradzieckiej organizacji prawicowo-trockistowskiej" i 28 października 1941 rozstrzelany. 13 sierpnia 1954 pośmiertnie zrehabilitowany postanowieniem Prokuratora Generalnego ZSRR.